# پورتو آئورا
پورتو آئورا (به اسپانیایی: Puerto Ayora) یک منطقهٔ مسکونی در اکوادور است که در استان گالاپاگوس واقع شده‌است. پورتو آئورا ۱۱٬۹۷۴ نفر جمعیت دارد.